# Рухнама
«Рухнама́» (туркм. Ruhnama ← Ruh «дух» + nama «книга»: «Книга души») — книга, написанная, согласно официальной туркменской версии, первым президентом Туркменистана Сапармуратом Туркменбаши (Ниязовым) в период с 1997 года по 12 сентября 2001 года.
По словам автора: 

«…Рухнама — главная книга туркменского народа, книга-путеводитель. Она подводит итог исторической деятельности туркмен, рассказывает о складе их ума, привычках, традициях, обычаях, желаниях и намерениях туркменского народа. И если одна часть книги рассказывает о глубинном прошлом народа, не тронутом взором науки, то другая её часть — наше будущее! Одна часть Рухнамы — Небо, другая — Земля! Рухнама — душа туркмен, книга о самих туркменах!»
Цель книги — создание позитивного образа туркменского народа, героико-поэтическое переосмысление его истории, обзор обычаев туркмен и определение моральных, семейных, социальных и религиозных норм для современных туркмен в их повседневной жизни.
Впервые «Рухнама» была выпущена 12 сентября 2001 года на туркменском языке. За пять лет, с 2001 по 2006 годы, книга была издана на сорока языках мира, а общий тираж «Рухнамы» на всех языках превысил миллион экземпляров.
Книга состоит из нравственных наставлений и философских размышлений, перемежаемых легендами и историческими экскурсами.

## Содержание
Книга «Рухнама» состоит из пяти глав:
- I глава — «Туркмен»
- II глава — «Путь туркмен» (туркм. Türkmeniň ýoly)
- III глава — «Истоки туркменской нации» (туркм. Türkmen milleti)
- IV глава — «Государственность туркмен» (туркм. Türkmeniň döwleti)
- V глава — «Духовный мир туркмен» (туркм. Türkmeniň ruhy dünýäsi)

В своей книге пожизненный президент нейтрального Туркменистана Сапармурат Туркменбаши (так он сам себя называет в книге) обращается к туркменскому народу (халк) с напоминанием (в мифологической и героической форме) о его истории и здравомысленным  моральным назиданием, подкреплённым ссылкой на благословение Аллаха (первая глава начинается со слов: «С именем Великого Аллаха»).
Туркмены наделяются двумя добродетелями: вдохновением и цельностью («Моё главное философское кредо — целостность»). Через категорию цельности/целостности (холизм) понимается дух как принцип сплочённости, единства (туркм. agzybirlik). Люди представляют ценность не сами по себе, а как части единого целого. Нация — это одна из форм выражения этой целостности («Нация — это объединение людей, имеющих общие язык и религию, традиции и обычаи, судьбу и государство»). Различные нравственные качества приписываются различным категориям людей: юношам — честь, девушкам — стыд, молодым — воспитанность, пожилым — серьёзность. Общими качествами названы терпение, добрососедство (гоншы окара), верность слову и трудолюбие — этим качествам туркмен научил Нуха через своего сына Ясина.
9 правил домашнего воспитания:
1. уважай старших,
2. люби младших,
3. почитай родителей,
4. опрятно одевайся,
5. храни дома только то, что заработано своим трудом,
6. содержи жилище в чистоте,
7. защищай близких,
8. храни вдохновение,
9. наряжай девушек.

Имя «туркмены» возводится к «турк иман» (родом из света). Родоначальником туркмен назван Огуз-хан («у истоков нашей нации стоял Огуз хан»), живший за пять тысяч лет до нашей эры. У Огуз-хана было 6 сыновей, каждый из которых имел 4 сына. 24 внука Огуз-хана стали прародителями 24 туркменских племён. Главные символы туркмен — это ковры и скакуны. Туркменам приписывается создание 70 государств (туркм. Döwlet) в Евразии, в том числе Маргианы, Парфии, Газневидов, Великой империи сельджуков, Ак-Коюнлу. Также им приписывается изобретение колеса. Однако 300 лет назад началось нравственное падение туркмен, исчезло доверие. «Народ стал утрачивать себя как нацию», разделившись на племена. Родилась поговорка «пшеницу жуёт зубастый».
Относительно религиозных представлений, Рухнама утверждает веру в Аллаха, который посылал различных пророков (Моисей, Давид, Иисус, Мохаммед) для нравственного воспитания человечества. Однако присутствуют и пантеистические моменты («всё сущее наделено духом»).
Мораль «Рухнамы» заключается в культе патриархальных ценностей. Смысл жизни, согласно «Рухнаме», заключён в построении справедливого общества «Золотого века».

## «Рухнама» в туркменской и международной культуре

Средняя школа Рухнама в Ашхабаде

Автор задумывал «Рухнаму» как «нравственную конституцию туркмен», поэтому каждый житель страны должен был изучать её в школе, читать на работе и дома, а заключённые перед освобождением из тюрьмы должны давать на ней клятву. Во всех общеобразовательных школах и вузах Туркменистана «Рухнама» изучалась как отдельный предмет. Знание книги было необходимо для профессиональной аттестации во всех организациях и учреждениях страны. Например, министр связи Туркменистана Акмурадов требовал от руководителей подразделений на местах каждую декаду месяца проводить экзамены на знание «Рухнамы» для всех без исключения работников отрасли, а весь процесс сдачи экзаменов должен был быть заснят на видеокамеру. В каждой организации должна была быть комната или уголок «Рухнамы».
Ежегодно 12 сентября, в день первого издания книги «Рухнама», Туркменистан празднует «День Рухнамы», который вошёл в перечень государственных праздников страны.
В честь книги месяц сентябрь был переименован Ниязовым в «Рухнаму», а суббота — в «рухгюн» («духовный день»), в который все обязаны изучать его творение.
В 2005 году стартовавшая с космодрома «Байконур» конверсионная ракета-носитель РС-20 «Днепр» вывела на орбиту флаг Туркменистана и литературный труд президента Сапармурата Ниязова «Рухнама».

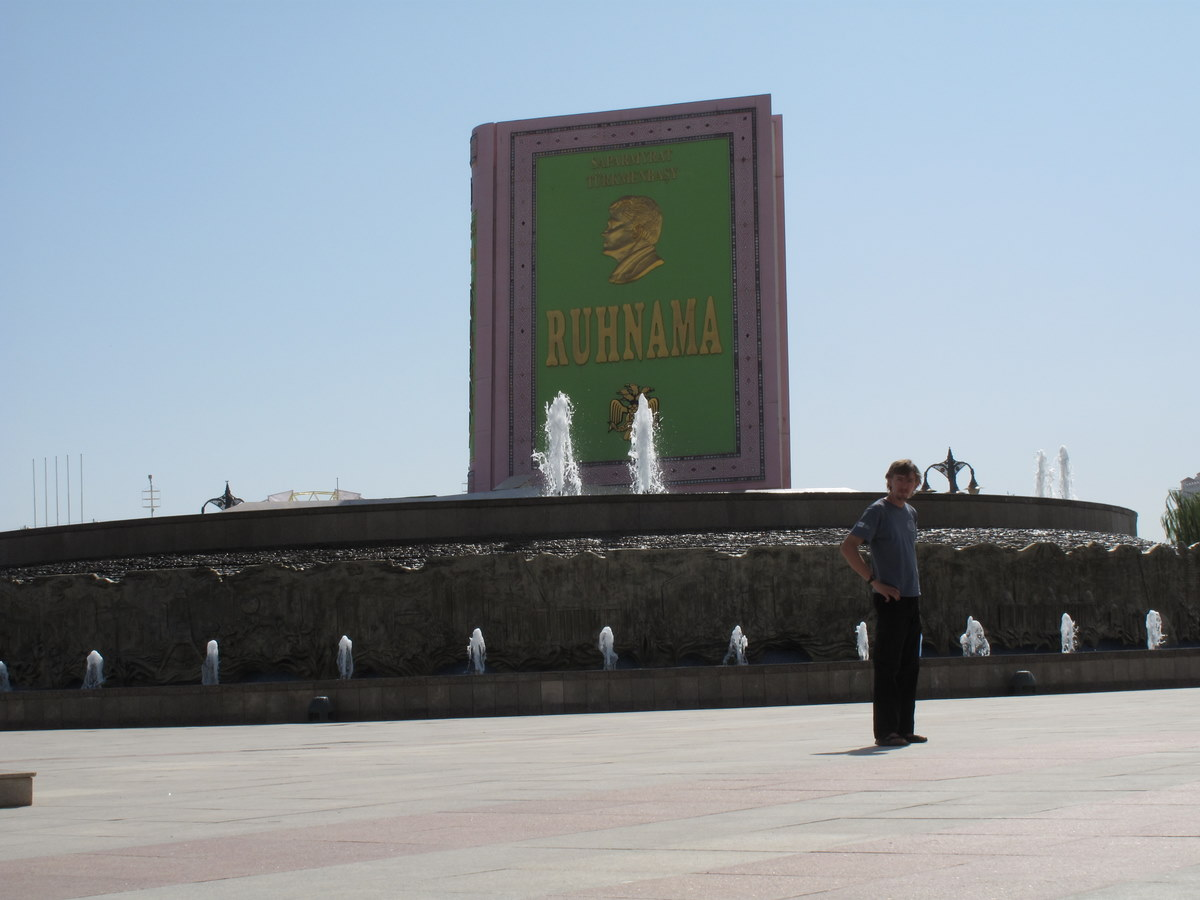
Памятник Рухнаме в Ашхабаде

В начале 2006 года Ниязов распорядился построить в стране новый университет имени «Рухнамы». По замыслу президента, он должен был оказать благотворное влияние на развитие туркменского государства; в университете студенты будут изучать гуманитарные и естественные науки, уделяя особое внимание литературе.
Иностранным фирмам, работающим в Туркменистане, по утверждению журналистов немецкого журнала «Шпигель», было предъявлено требование перевести «Рухнаму» на свой язык — так, Эрих Йоншер, глава «DaimlerChrysler», за семилетний контракт на поставку своих грузовых автомобилей в Туркменистан отблагодарил его руководство торжественным вручением немецкого издания книги, переведённой и изданной за счёт компании. Подобным образом поступил и руководитель российской компании «КамАЗ» Сергей Когогин, который профинансировал перевод «Рухнамы» на татарский язык, а также её печатное издание.
После смерти Ниязова книга начала терять свою популярность, а весной 2009 года властями Туркменистана была инициирована акция по изъятию экземпляров этой книги во всех учреждениях и предприятиях страны. Вместо неё туда завозят книги Гурбангулы Бердымухамедова, следующего за Ниязовым президента Туркменистана.
В 2011 году в общеобразовательных школах Туркменистана «Рухнаму» оставили в списке изучаемых предметов, но сократили её преподавание до одного часа в неделю. Также был отменён выпускной экзамен по «Рухнаме».
C 1 сентября 2013 года в средних школах отменили изучение «Рухнамы», однако предмет оставался обязательным на вступительных экзаменах в вузы Туркменистана до 2013 года включительно и был отменён в этом качестве с 2014 года.